# 가이우스 브루티우스 프라이센스 루키우스 풀비우스 루스티쿠스
가이우스 브루티우스 프라이센스 루키우스 풀비우스 루스티쿠스 (Gaius Bruttius Praesens Lucius Fulvius Rusticus, 서기 68년–140년)는 트라야누스, 하드리아누스, 안토니누스 피우스 집권기 로마의 원로원 의원이다. 소플리니우스와 하드리아누스의 친우였던, 그는 두 차례 집정관에 올랐고, 속주의 총독직을 경험했으며 군 통수 경력도 있었고 로마의 프라이펙투스 우르비로 경력을 마감하였다. 브루티우스의 생애와 경력은 문헌 자료에서 몇 안되는 일관성 있는 흔적밖에 없으나, 그의 완전한 '쿠르수스 호노룸'을 포함하여 다수의 금석문들이 상당한 부분을 채우고 있다.

## 생애
프라이센스에 대해 글을 쓴 플리니우스는 그를 루카니아인이라 하였고 그의 아들에 관한 한 금석문이 루카니아의 볼케이 (Volceii)에서 발견되기도 했다. 그의 아버지는 서기 80년에 키프로스의 프로콘술을 지냈던 루키우스 브루티우스 막시무스와 동일 인물로 본다. 프라이센스가 그의 가문에서 처음으로 집정관직을 지냈던 점을 고려할 때, 그는 '노부스 호모'로 여겨진다. 그의 다명 (多名) 중에서도 '루키우스 풀비우스 루스티쿠스'라는 요소는 그의 외조부의 이름, 즉 갈리아 키살피나의 원로원 가문인 풀비우스 루스티쿠스 씨족 (풀비우스 씨족 참조)과 프라이센스와의 관련성에 대해서 일반적으로 동의되고 있다.
막타리스 (Mactaris , 오늘날 튀니지의 실리아나)에서 발견된 한 금석문을 통해, 그의 생애를 재건해볼 수 있다. 10대 시절, 프라이센스는 '비긴티비리'를 구성하는 정무관 중 하나인 '트레스비리 카피탈레스' (tresviri capitales) 중 한 명이었다. 이 직책은 가장 기피되는 자리였으며, 이를 맡은 이들 중 성공적인 경력을 이어가는 경우는 드물었는데 앤서니 벌리는 트레스비리 카피탈레스 중에서 원로원 속주의 총독을 지낸 이를 5명밖에 찾지 못했다. 그럼에도, 프라이센스는 이 좋지 못한 시작에도 불구하고 성공한 것은 분명하다. 다음으로 그가 받은 직위는 미네르비아 제1군단의 '트리부누스 락티클라비우스'로, 당시에 그는 게르마니아 인페리오르에서부터 판노니아에 이르기까지 벡실리라티온 부대를 지휘했고 도미티아누스 황제의 군사 원정 중 다뉴브강에서의 복무로 '도나 밀리타리아' (훈장)을 받았다.
그는 히스파니아 바이티카에서 법무관으로 있었고, 이때가 그가 젊은 시절 하드리아누스가 처음으로 친구가 되던 시기로 추측하나, 이 이후로 그는 공직에서 은퇴를 하였다. 이 시기 로마 원로원에 대한 책을 집필한 리처드 탤버트 (Richard Talbert)는 이와 같은 시기에 프라이센스를 포함한 일부 원로원 의원들이 공직의 사슬을 오르는 노력을 포기하고 프라이토르나 집정관 같은 직위에 오르기 위한 장시간의 기다림에 좌절했다는 점을 언급한다.
107년에 플리니우스는 프라이센스에게 더 이상 캄파니아와 루카니아에 있는 전원 지역에 있지 말고 로마로 그리고 공직에 돌아올 것을 촉구하였다. 그의 말은 프라이센스가 취향 및 신념 면에서 어느 정도 하드리아누스와 공유했던 에피쿠로스적이었음을 암시한다. 프라이센스는 트라야누스의 파르티아 전쟁 기간인 114년/115년 겨울에 페라타 제6군단을 지휘했다고 하며, 아리아노스의 '파르티카'의 일부에 따르면 이 시기에 그는 티그라노케르트에 이르기 위해 아르메니아의 타우루스산맥을 가로질러 깊은 눈 속 (현지인들의 안내를 통해 설피를 확보)을 행군했다고 한다. 라티나 가도의 쿠라토르를 마친 뒤, 그는 킬리키아의 총독 또는 '레가투스 프로 프라이토레'였는데, 이때 쯤인 117년 트라야누스가 이 속주에서 사망했다. 2002년에 공개된 두 개의 로마의 군사 전역 문서는 그가 퀸투스 아부르니우스 카이디키아누스를 동료 집정관으로 한 보좌 집정관이었음을 확인해주었지만, 이 문서의 정확한 시기를 가리키는 내용이 불충분하며, 이 두 명은 120년 11월에서 12월 또는 121년 9월에서 12월 시기 어느 시점에 파스케스를 갖고 있었을 것으로 생각된다.
그 뒤에, 브루티우스는 로마시의 공공 사업을 주관하는 '쿠라토르 오페룸 푸블리코룸'을 맡았고, 그 다음에는 카파도키아를 통치했으며, 이어 124년부터 128년까지 모이시아 인페리오르의 총독으로 재임했다. 그는 130년대에 아프리카 속주의 프로콘술이었고 136년 또는 137년에 시리아의 총독이었던 것으로 보이며, 이는 전직 프로콘술로서 이례적인 것이었으며 파르티아와의 외교 문제를 해결하기 위해 맡겼던 것으로 보인다. 오랜 경력의 아름다운 마무리로, 신임 황제 안토니누스 피우스를 동료 집정관으로 한 그의 두 번째 집정관 임기가 139년에 시작되었으며, 동시에 그는 세르비우스 코르넬리우스 스키피오 살비디에누스 오르피투스의 뒤를 이어 '프라이펙투스 우르비'가 되었다. 하지만 프라이센스는 1982년에 공개된 '파스티 오스티엔세스'에서 밝혀진 바에 따르면 다음 해에 죽고 말았다.
튀니지에서 나온 금석문을 통해서 프라이센스가 로마의 사제직 중 명망 있는 '콜레기아' 중 하나인 '퀸데킴비리 사크리스 파키운디스'임을 알 수 있다. 에우세비우스와 이오아네스 말랄라스 모두 도미티아누스 재위 사건들의 출처로 '브루티우스' 또는 '부티오스'라고 하는 작가를 인용한다.

## 집안
상단에서 언급된 서신에서, 플리니우스는 프라이센스의 아내를 언급하는데, 그는 그녀에 대해 캄파니아 출신이라고 묘사한다. 아들의 이름을 기반으로 하여, 그녀의 이름은 '라베리아'라고 추론된다. 학계에서는 그녀가 마니우스 라베리우스 막시무스의 부유한 상속자이자 딸인 라베리아 호스틸리아 크리스피나와 동일 인물로 보아야 하는 지에 의견이 갈린다. 크리스피나가 캄파니아  크리스피나에 대해 알려진 바가 충분하지 않아 그녀가 이 동일인물설을 뒷받침할 만한 캄파니아 출신인지, 혹은 다른 지역 출신인지 단정할 수 없다. 만약 다른 지역 출신이라면, 라베리아는 그의 두 번째 아내가 되는 셈이다.
상기 경우라면, 라베리아는 프라이센스 사이에서 루키우스 풀비우스 가이우스 브루티우스 프라이센스 라베리우스 막시무스라는 아들을 낳았고, 그는 153년과 180년에 집정관이 되었다. 아들을 통해 프라이센스는 장차 콤모두스와 혼인하여 로마 황후가 된 브루티아 크리스피나, 집정관을 지낸 루키우스 브루티우스 퀸티우스 크리스피누스의 외조부가 된다.

## 참고 문헌
| 공직 | 공직                                                | 공직                                                                                                  |
| --- | --------------------------------------------------- | --- |
| 이전 푸블리우스 카시우스 세쿤두스, 푸블리우스 델피우스 페레그리누스 알피우스 알레니우스 막스미우스 쿠르티우스 발레리아누스 프로쿨루스 마르쿠스 노니우스 무키아누스 (보좌 집정관) | 로마 제국의 집정관 139년 with 안토니누스 피우스 2선 | 이후 루키우스 미니키우스 나탈리스 콰드로니우스 베루스, 루키우스 클라우디우스 프로쿨루스 (보좌 집정관) |